# 1739 en philosophie
Chronologie de la philosophie
- 1735
- 1736
- 1737
- 1738
- 1739
- 1740
- 1741
- 1742
- 1743

L’année 1739 a été marquée, en philosophie, par les événements suivants :

## Publications
- David Hume : A Treatise of Human Nature: Being an Attempt to introduce the experimental Method of Reasoning into Moral Subjects